# Hulajkat
Hulajkat (arab. حليقات) – nieistniejąca już arabska wieś, która była położona w Dystrykcie Gazy w Mandacie Palestyny. Wieś została wyludniona i zniszczona podczas wojny domowej w Mandacie Palestyny, po ataku żydowskiej organizacji paramilitarnej Hagany w dniu 13 maja 1948.

## Położenie
Hulajkat leżała na pograniczu nadmorskiej równiny ze wzgórzami Szefeli. Według danych z 1945 do wsi należały ziemie o powierzchni 7 063 ha. We wsi mieszkało wówczas 420 osób.
| własność gruntów | powierzchnia gruntów (hektary) |
| ---------------- | ------------------------------ |
| Arabowie         | 6 902                          |
| Żydzi            | 0                              |
| publiczne        | 161                            |
| Razem            | 7 063                          |

| Rodzaj użytkowanych gruntów | Arabowie (hektary) | Żydzi (hektary) |
| --------------------------- | ------------------ | --------------- |
| uprawy nawadniane           | 115                | 0               |
| uprawy zbóż                 | 6 636              | 0               |
| nieużytki                   | 294                | 0               |
| zabudowane                  | 18                 | 0               |

## Historia
Wieś powstała w okresie wypraw krzyżowych i była znana pod nazwą Hlikat. Przez długie lata większość mieszkańców żyła w nędzy w chatach z gliny i słomy.
W okresie panowania Brytyjczyków Hulajkat rozwijała się jako niewielka wieś. Znajdowała się w niej szkoła dla chłopców.
Podczas wojny domowej w Mandacie Palestyny mieszkańcy wsi byli wrogo nastawieni do Żydów. Uczestniczyli w atakach na pobliskie osiedla żydowskie oraz blokowali barykadami drogę prowadzącą na pustynię Negew. W dniu 13 maja 1948 wieś Hulajkat zajęli członkowie żydowskiej organizacji paramilitarnej Hagana. Większość mieszkańców wówczas uciekła, a wieś została splądrowana i spalona. Na samym początku I wojny izraelsko-arabskiej w dniu 15 maja wieś zajęły wojska egipskie. Na północ od wsi przechodziła linia frontu. Podczas operacji Jo’aw w dniach od 17 do 20 października stoczono bitwę o Hulajkat. Okoliczne wzgórza kilkakrotnie przechodziły z rąk do rąk. Ostatecznie wieś zajęli Izraelczycy. W trakcie walk została doszczętnie zniszczona.

## Miejsce obecnie
Rejon wioski Hulajkat pozostaje opuszczony. Przebiega tędy droga nr 232 oraz linia kolejowa.
Palestyński historyk Walid Chalidi, tak opisał pozostałości wioski Kaukaba: „Teren jest częściowo zalesiony. W okolicy rosną kaktusy i ciernie. Jedna ze starych dróg została przykryta nowoczesną drogą”.